# Kovács M. András
Kovács M. András (Eger, 1976. június 12. –) magyar író, forgatókönyvíró, filmrendező. Tanulmányait a Schilling–Moharos Forgatókönyvírói Ügynökségnél kezdte, majd a New York Film Academy filmrendező szakán folytatta. Pályafutása során több televíziós sorozat és film alkotásában vett részt íróként, vezető íróként és történetfejlesztőként. Munkássága több műfajt felölel, a romantikus vígjátéktól a drámán át a televíziós szórakoztató műfajokig.

## Sorozatok
- Hazatalálsz (2023-2024) – forgatókönyvíró
- A mi kis falunk (2021-2023) – forgatókönyvíró
- Gólkirályság (2023) – forgatókönyvíró
- Doktor Balaton (2020-2021) – forgatókönyvíró
- 200 első randi (2018) – vezető író
- Akcióhősök (2018) – forgatókönyvíró
- A Tanár (2018) – forgatókönyvíró
- Válótársak (2016-2018) – forgatókönyvíró
- Tömény történelem (2016-2017) – forgatókönyvíró
- Egynyári kaland (2015) – forgatókönyvíró
- Hacktion: Újratöltve (2012-2014) – vezető író, storyliner, forgatókönyvíró
- Barátok közt (2013) – storyliner
- Marslakók (2012) – forgatókönyvíró
- Jóban Rosszban (2011-2012) – storyliner

## Filmek
- Plattensee (2016, r.: Spáh Dávid) kisjátékfilm – forgatókönyvíró
- Szinglik éjszakája (2010, r.: Sas Tamás) nagyjátékfilm – forgatókönyvíró

## Dokumentumfilmek
- Nem tűntem el... (2014, r.: Spáh Dávid) – forgatókönyvíró
- A Pierre Woodman-sztori (2009) – rendező

## Novellák
- Determinia (Távoli kolóniák c. SF-antológia, 2016)